# Meganomiinae
Meganomiinae is een onderfamilie van vliesvleugelige insecten uit de familie Melittidae.